# Cyrillus I van Alexandrië
Cyrillus I van Alexandrië (Grieks: Κύριλλος Α΄ Αλεξανδρείας) (Alexandrië, 375-380 - Alexandrië, 27 juni 444) was monnik en patriarch van Alexandrië van 412 tot 444. Hij was de neef en opvolger van Theophilus van Alexandrië.

## Strijd
Cyrillus bestreed fel het arianisme, maar ook de filosofische leerstellingen van Hypatia, die nauw aansloten bij het neo-platonisme. Zij moest na 35 jaar politieke invloed te hebben uitgeoefend in Alexandrië en als voorvechtster van waarheid en mededogen, het met de dood bekopen. Zij wordt gelinkt aan de H. Catharina. In deze legende wordt Hypatia echter geherinterpreteerd als voorvechtster van het christendom, wat zij in feite niet was. Hij streed ook tegen Alexandrijnse novatianen, joden en tegen Nestorius toen die patriarch van Constantinopel werd. De kwestie werd voorgelegd aan paus Celestinus I in 430; tijdens een synode in Rome werd Nestorius gevraagd zijn stellingen op te geven. Deze was echter overtuigd van zijn gelijk en Nestorius vroeg keizer Theodosius II een algemeen concilie bijeen te roepen. Dit werd het concilie van Efeze in 431.
De uitspraken van dit concilie - in afwezigheid van Nestorius - waren dat in Christus de eenheid van twee naturen voorkomt, menselijk en goddelijk. Maria werd gedefinieerd als de moeder Gods.
De veroordeling van Nestorius werd niet door iedereen binnen de Antiocheense kerkgemeenschap aanvaard. In de Nestoriaanse Kerk of de Kerk van het Oosten leefden zijn ideeën verder.

## Opvattingen
Cyrillus verdedigde zijn leven lang zijn christologische opvattingen die gebaseerd zijn op het Alexandrijnse logosmodel. De menselijke natuur van Christus is een passief instrument van zijn goddelijke natuur. Van Cyrillus is de leer van het miafysitisme, waar de Egyptische Kopten zich voortaan aan zouden houden.

## Paastabel
Cyrillus verplichtte de vrome christelijke keizer Theodosius II aan zich door zijn Paastabel aan hem op te dragen. Het is ook belangrijk om op te merken dat Cyrillus’ Paastabel was voorzien van een metonische basisstructuur in de vorm van een rond AD 425 door hem geadopteerde metonische 19-jarige maancyclus, die zeer verschilde van de allereerste, rond AD 260 door Anatolius uitgevonden, Metonische 19-jarige maancyclus, maar exact gelijk was aan de soortgelijke maancyclus die rond AD 412 door Annianus was geïntroduceerd; het juliaanse equivalent van deze door Cyrillus geadopteerde en tegenwoordig 'klassieke (Alexandrijnse) 19-jarige maancyclus’ genoemde Alexandrijnse maancyclus zou pas veel later opnieuw verschijnen: een eeuw later in Rome als de basisstructuur van Dionysius Exiguus’ Paastabel (AD 525) en nog twee eeuwen later in Engeland als die van Beda’s Paastabel (AD 725).

## Opvolging
Cyrillus' opvolger op de bisschopszetel van Alexandrië was Dioscurus, zijn voorganger zijn oom Theophilus.

## Verering
Diverse christelijke kerken vereren Cyrillus, die heilig is verklaard en bedacht met de titels Zegel van Alle Vaders en Pilaar van het Geloof. In de Oosters-Orthodoxe en Byzantijns-Katholieke kerken wordt hij gevierd op 18 januari en op 9 juni. De Koptische en Lutherse kerken vieren hem op 27 juni. Die laatste gedenkdag geldt sinds 1969 ook binnen de Rooms-Katholieke Kerk (die Cyrillus pas in 1882 erkende als Kerkleraar, toen nog gevierd op 9 februari).